# Саламінська табличка

## Відкриття
Спочатку вважалося, що це ігрова дошка, зараз плита з білого мармуру знаходиться в Музеї Епіграфіки в Афінах.

## Опис
На табличці є п'ять груп позначок. Три набори грецьких символів, розташовані вздовж лівого, правого та нижнього країв таблички, є числами аттичної системи числення. Зверху таблички — набір з п'яти паралельних ліній, порівну розділених вертикальною лінією, що завершується півколом на перетині нижньої горизонтальної лінії та єдиної вертикальної лінії. Нижче широкої горизонтальної тріщини знаходиться ще одна група з одинадцяти паралельних ліній. Вони поділені на дві частини перпендикулярною лінією, але з півколом у верхній точці перетину; третя, шоста та дев'ята з цих ліній позначені хрестиком у місці їх перетину з вертикальною лінією.

## Числові представлення
Як і у випадку з іншими лічильними дошками та абаками, кожен камінець представляє одну одиницю величини, що визначається її положенням. Точна інтерпретація камінців та методів, що використовувалися з планшетом, невідома, але можливо, що їх використання було подібним до середньовічних європейських лічильних дощок, на яких лічильники на лініях представляли степені десяти, а лічильники між лініями представляли 5-кратне значення попередньої лінії.

## Розрахунки
На цій дошці фізичні маркери (індикатори) були розміщені в різних рядках або стовпцях, що представляли різні значення. Індикатори фізично не були прикріплені до дошки.
На табличці зображені грецькі числа. Вже в іонійський період системи числення були відповідальними за письмове використання, яке стало необхідним через розширення комерційної діяльності.
Було розроблено дві різні системи числення: старішу аттичну або іродіанську систему числення та молодшу, мілетську систему.
Дві системи числення відрізнялися своїм використанням: аттична переважно служила в комерційному житті для коригування даних про фонди та товари, а також для позначення колонок на абакусі. Для письмових обчислень аттична система числення була непридатною. Мілетська система числення, за допомогою якої також приписували числа літерам алфавіту, краще підходила для наукової математики. Наприклад, Архімед і Діофант використовували Мілетську систему.
Грецький письменник Геродот (485—425 рр. до н. е.) під час своїх подорожей Єгиптом зазначив, що єгиптяни рахували справа наліво, всупереч грецькому звичаю рахувати зліва направо. Це може стосуватися переміщення камінців на лічильній дошці.

## Використані джерела
- Bradshaw, Gillian (2000), The Sand-Reckoner, Forge, ISBN 0312875819

- Menninger, Karl (1969) [1st German ed. 1934], The Abacus, Number Words and Number Symbols, MIT Press, с. 295—388, ISBN 0262130408